# Schwarzbauchkleiber

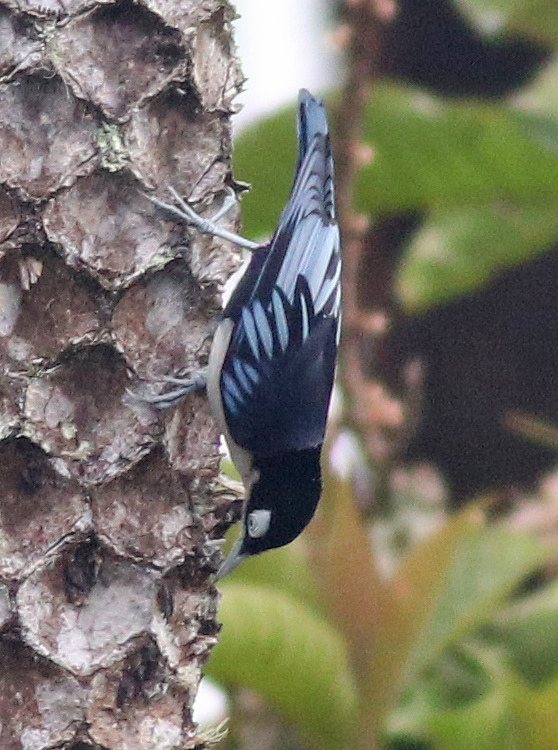
Schwarzbauchkleiber kopfabwärts bei der Nahrungssuche

Verbreitungsgebiet

Der Schwarzbauchkleiber (Sitta azurea) ist eine in Südostasien vorkommende Vogelart aus der Familie der Kleiber. Der wissenschaftliche Artname bezieht sich auf die azurblauen Federn des Vogels.

## Merkmale
Der Schwarzbauchkleiber ist mit einer Körperlänge von ca. 13 Zentimetern etwa so groß wie der europäische Kleiber (Sitta europaea). Oberkopf, Rücken und Bürzel sind tief dunkelblau gefärbt. Die Handschwingen und Steuerfedern sind azurblau und teilweise dunkelblau gerandet. Kehle, Brust und Bauch sind weißlich bis cremefarben, der Steiß hebt sich schwärzlich ab. Charakteristisch für die Art ist ein deutlicher weißer Augenring. Die Iris ist schwarz, der Schnabel und die Füße sind grau. Der Ruf des Vogels wird in Intervallen von schnellen, scharfen  tzwp- oder tzwit-Tönen vorgetragen.

## Ähnliche Arten
Aufgrund der sehr charakteristischen Zeichnung und Färbung ist die Art unverwechselbar.

## Verbreitung, Unterarten und Lebensraum
Der Schwarzbauchkleiber kommt in Malaysia und Indonesien vor. Er bewohnt bevorzugt bergige, tropische und subtropische Wälder. Folgende Unterarten sind bekannt:
- Sitta azurea azurea Lesson, 1830, Zentral- und Ost-Java
- Sitta azurea expectata (Hartert, 1914), Pahang und Sumatra
- Sitta azurea nigriventer (Robinson & Kloss, 1919), West-Java

## Lebensweise
Schwarzbauchkleiber leben normalerweise in kleinen Gruppen, zuweilen zusammen mit anderen Arten. Ihre Nahrung suchen sie, wie für Kleiberarten typisch, indem sie oft kopfabwärts an Baumstämmen entlang laufen.

## Bestand und Gefährdung
Der Schwarzbauchkleiber ist in seinen Vorkommensgebieten nicht selten und wird demzufolge von der Weltnaturschutzorganisation IUCN als „least concern = nicht gefährdet“ geführt.